# René Fontayne
Pour les articles homonymes, voir Fontayne.
 (décembre 2020).
René Fontayne né à Vergèze (Gard) le 3 janvier 1891 et mort dans la même ville le 17 septembre 1952 est un peintre français.

## Biographie
René Fontayne obtient son diplôme de l’École municipale des beaux-arts de Nîmes en 1910. Boursier de l’État en 1912, il s'installe à Paris.
Ses premières œuvres connues datent du début des années 1920. Fontayne exprime très tôt un goût pour l’épure, qui se manifeste notamment dans ses natures mortes composées de manière très sobre. La même économie de moyens se retrouve dans ses premiers paysages qui relèvent d’un cubisme figuratif tel qu’André Lhote l’enseignait dans son Académie, fondée en 1921, rue d'Odessa à Paris.

### Paris et la Bretagne
L’année 1929 marque un tournant dans la carrière de René Fontayne. Dès sa première participation au Salon des indépendants, ses compositions décoratives sont remarquées par la galerie Simonson, à Paris, qui offre à l’artiste sa première exposition personnelle, en avril 1929. Pour son entrée sur la scène parisienne, l’artiste démontre d’emblée son attachement à la peinture de paysage. Sa recherche de motifs l’emmène à Vézelay peindre la basilique, dans le Limousin pour composer des vues d’Uzerche et de Crozant, qu’avait peintes, avant lui, Armand Guillaumin.
Le peintre, attaché à ses racines gardoises, ne semble s’être que rarement aventuré au nord de la Loire, si ce n’est pour ramener des vues de la Seine à Chatou, et surtout des paysages bretons pour lesquels il montre un intérêt tout particulier. Ces sites, intimement reliés au voyage impressionniste, ne laissent pas Fontayne indifférent. En témoigne Le port du Yaudet (Côtes-d’Armor), tableau qu’il offre à Vergèze, après sa présentation au Salon des indépendants de 1930. L’année suivante, la Bretagne est encore à l’honneur chez Fontayne qui expose neuf toiles sur ce thème, lors de la seconde exposition du Groupe des Neuf[Quoi ?] qui se tient à la galerie Simonson(il a peint notamment plusieurs tableaux représentant le port de Locquémeau et ses environs.
Entre 1931 et 1933, René Fontayne participe à différentes expositions collectives à Paris. Celle des Artistes protestants modernes  qui réunit notamment Raoul Dufy, Gérard Sandoz, Jacques-Émile Ruhlmann, Jean Dunand, Le Corbusier et Jean Jeanneret, interroge sur l’identité d’un art protestant. La sobriété des compositions peintes de Fontayne, comparée à la rigueur des lignes du mobilier Art déco et de l’architecture moderniste, va dans le sens de cette intuition.

### Fontayne et le style Art déco
Outre ses peintures, Fontayne est l'auteur de quelques aquarelles, qui révèlent une étude sensible de la lumière. En témoignent celles exécutées au jardin du Luxembourg, à Paris, où il croque les habitués du parc et réalise des études d’arbres qui démontrent son étude attentive de la nature.
René Fontayne, peintre de chevalet, est aussi un décorateur reconnu, pleinement engagé dans la mouvance Art déco, lancée depuis Paris, par l'Exposition internationale des Arts décoratifs, en 1925. Il s’engage dans cette voie en créant de grands panneaux décoratifs semblables à celui qu’il expose en 1932 au Salon des indépendants. Fontayne compose d’autres panneaux décoratifs du même type, comme celui qu’il présente au Salon des artistes décorateurs de 1932 à Paris au Grand Palais.

### Les années d'enseignement
En 1931, il est nommé professeur de compositions décoratives à l’École nationale supérieures des arts et industries textiles de Roubaix. Dévoué à sa mission, il fait participer ses élèves aux différents chantiers décoratifs qu’il dirige. C’est ainsi qu’à partir de 1931, il réunit autour de lui une petite équipe chargée du décor ornemental du grand escalier du nouvel hôtel de ville de Vincennes, inauguré en 1935 . Cinq ans plus tard, il fait réaliser les décors et les costumes de Mon Oncle Benjamin, une comédie musicale de Francis Bousquet, par ses élèves de l’École des arts appliqués de Paris[Laquelle ?], où il enseigne au poste de professeur de tissus façonnés depuis 1940.
Dans les années 1940, Fontayne, délaissant quelque peu les autres salons parisiens, assure sa présence régulière à celui des indépendants. Fidèle à ses vieilles maisons du Périgord et de l’Aveyron, le peintre présente encore des paysages languedociens et des peintures de fleurs, jusqu’en 1950. Sans doute moins productif avec le nombre des années — il expose rarement plus de deux œuvres par salon après 1940 — Fontayne répond à l’appel du paysagiste André Dauchez qui l’invite, en 1942, à prendre part à la première édition du Salon national indépendant, salon dissident des salons officiels.

### Les grandes expositions
La galerie Bailly, en 1942, puis la galerie Allard, en 1946, prêtent leurs cimaises aux toiles de René Fontayne. Entre-temps, le musée d'Art moderne de Paris l’invite à participer à une exposition collective en 1943. Le peintre reçoit de son vivant un dernier hommage, venu cette fois de la profession, avec une exposition personnelle à la Maison des artistes[Où ?] en octobre 1947.
René Fontayne meurt le 17 septembre 1952 à Vergèze. Deux ans plus tard, la galerie Van Ryck, à Paris, consacre une exposition rétrospective à ses paysages du pays d'Oc, réunissant 45 toiles, souvenirs de ses impressions de voyages dans le Gard, l’Aude, l’Aveyron et le Tarn.

## Expositions
- René Fontayne, du 20 octobre au 10 novembre 1933, Nouvelle Galerie Simonson, Paris.
- Rétrospective René Fontayne, 1954, galerie Van Ryck, Paris.
- French Naturalist Painters 1890-1950, du 12 juin au 7 juillet 2012, The Fleming Collection, Londres.